# Miconia mazatecana
Miconia mazatecana är en tvåhjärtbladig växtart som beskrevs av De Santiago. Miconia mazatecana ingår i släktet Miconia och familjen Melastomataceae. Inga underarter finns listade i Catalogue of Life.